# Фотодетектор
Фотодетекторът е сензор на светлина или друго електромагнитно излъчване. Съществуват различни видове:
- оптични детектори, които са главно квантови прибори, в които е възможно регистрирането на единични фотони.
- химични детектори, например фотографска плака, при която молекула от сребърен халогенид се разделя на атом от метално сребро и халогенен атом. Фотографският проявител кара съседните молекули да се разделят по подобен начин.
- фотосъпротивления, които променят електрическото си съпротивление според интензитета на светлината
- фотоволтаици, които преобразуват светлинната енергия в електрическа
- фотодиоди, чийто ток се управлява от осветлението
- фотоумножители, вид вакуумни лампи, съдържащи фотокатод, емитиращ електрони при осветяване
- фототранзистори.
- оптични детектори, които реагират на топлинния ефект от падащото излъчване и играят роля на термометри – пирометри и др.
- криогенни детектори, които са достатъчно чувствителни да регистират енергията от единични фотони.[2]
- зарядно-свързани прибори (CCD), с които се регистрират образи в астрономията, цифровата фотография и цифровата кинематография. Макар че преди 90-те години на миналия век в астрономията най-често се използва фотографската плака и то стъклена, защото тя е свободна от деформации и устойчива на атмосферни влияния. Основният производител на фотографски плаки Кодак обаче спира производството им между 1980 и 2000.[3] Следващото поколение астрономически инструменти като например Astro-E2 използват криогенни детектори. Във физиката на елементарните частици се използват детектори на частици за проследяване на траекторията и идентифициране на отделни частици елементарни частици.
- светодиоди (LED), използвани като фотодиоди с обратно напрежение.